# Даниел Пасарела
Даниел Пасарела (на испански: Daniel Alberto Passarella) роден на 25 май 1953 г. е бивш аржентински футболен защитник и треньор. Считан е от мнозина за най-добрия аржентински защитник в историята. Участвал е на финалите на 3 световни първенства. Той е единственият аржентински футболист – двукратен световен шампион. Капитан на аржентинския отбор спечелил световното първенство през 1978 г. и участник в състава, световен шампион от 1986 г. Бил е президент на Ривър Плейт 2009 – 2013 г.

## Кариера като футболист
Пасарела започва кариерата си в Сармиенто, откъдето преминава в Ривър Плейт. След това отива в Италия, където първо се състезава за Фиорентина, а после и за ФК Интер. Завършва кариерата си в Ривър Плейт.
Наричан е „Великият Капитан“ (на испански: „El Gran Capitán“) или „Кайзерът“ (на испански: „El Kaiser“), подобно на Франц Бекенбауер заради своите лидерски качества и организационни умения на терена. Изключително полезен, както в дефанзивен, така и в офанзивен план, Пасарела е защитник, но често организира атаките на отбора за който се състезава, като в много от случаите дори бележи голове. Добър във въздуха въпреки средният си ръст, Даниел Пасарела е майстор на преките свободни удари и хладнокръвен изпълнител на дузпи. За известен период от време Пасарела става най-резултатния защитник в историята на футбола със своите 175 гола в 451 мача. Този негов рекорд обаче е надминат от холандеца Роналд Куман.
През 1976 г. е избран за Футболист на годината в Аржентина.
Даниел Пасарела е в отбора на Аржентина на финалите на 3 световни първенства – 1978, 1982, и 1986 г.
Един от стълбовете в аржентинската отбрана, Пасарела извежда като капитан своя национален отбор до спечелването на Световната Купа през 1978 г. Той е първият аржентински футболист докоснал това отличие. Стилът му на игра на това първенство е подчертано защитен с основна цел сигурност в отбраната.
През 1982 г. отново е капитан на отбора на световния шампионат в Испания, където Аржентина достига до четвъртфиналните групи. Там Пасарела отбелязва 2 гола: във втория мач от предварителната група от дузпа срещу Салвадор, спечелен с 2:0, и в първия мач от четвъртфиналната група, загубен срещу бъдещия шампион Италия с 1:2. После Аржентина губи и от Бразилия с 1:3 и отпада от борбата. В отбора вече играе Диего Марадона, който влиза в противоречие с Пасарела и  започва да се стреми да го измести и да се наложи над всички като капитан. Отборът се разделя на два лагера около двамата лидери. Меноти така и не успява да разреши спора им. От следващата година треньор става Карлос Билардо, който налага по-защѝтен стил на игра и почти престава да включва в отбора Пасарела. Залага на Марадона, който се превръща в новия мотор на тима, но не успява да го класира за следващия мондиал без Пасарела. 
Даниел Пасарела дава решаващ принос в квалификациите за шампионата през 1986 г. за класирането на Аржентина за финалния турнир в Мексико. В последните минути на мача с Перу Пасарела вкарва гол, осигуряваш на отбора му участие в турнира. Заради приноса му и натиска на феновете е включен в отбора, но остър ентероколит го вади от титулярния състав на финалите на първенството. Той подозира за това звездата на отбора Диего Марадона, който е настроил срещу него съотборниците му и за известно време не се храни от опасения за намеса в храната му. Двамата си отправят взаимни нападки и обвинения в неетичност.  Пасарела е имал недобри взаимоотношения с треньора Карлос Билардо и Марадона, като впоследствие заявява, че те са се погрижили той да не стъпва на терена. Но дори и така, Пасарела става единственият аржентински футболист, който е участвал в отбора и на двете спечелени световни първенства.

## Треньорска кариера
След завършване на активната състезателна дейност Пасарела става треньор на „Ривър Плейт“, с който спечелва няколко шампионски титли. В отбора на Аржентина той сменя Алфио Базиле през 1994 г. През 1997 г. класира състава за световното първенство през 1998 г. и е избран за най-добрия треньор на Южна Америка за 1997 г. Ръководи националния отбор и на финалния турнир във Франция. Успехите на Аржентина не достигат до предишното очаквано ниво. Отборът отпада на четвъртфинала с 1:2 от Нидерландия. За времето на своето пребиваване на поста старши треньор на Аржентина, Пасарела се прославя с това, че не взима в състава тези, които, по негово мнение, имат прекалено дълга коса или са хомосексуалисти. Това добре се забелязва по играчите на „бяло-светлосините“, които се подстригват късо при Пасарела и пускат дълга коса след неговото заминаване (особено е забележимо това при Ернан Креспо и Хуан Пабло Сорин). След шампионата Пасарела отстъпва мястото на кормилото на отбора на Марсело Биелса.
Пасарела става треньор на отбора на Уругвай, но напуска своя пост по време на квалификациите за шампионата през 2002 г. след като възникват проблеми с извикването в отбора на играчите от уругвайското първенство. След този епизод Пасарела за кратък и неудачен период възглавява италианския „Парма“ през 2001 г.
През 2003 г. той спечелва шампионата на Мексико с отбора „Монтерей“. През март 2004 година Пеле включва Пасарела в списъка на 125-те най-велики живи футболисти. Скоро след това Пасарела възглавява бразилския „Коринтианс“, обаче бива уволнен след поредица от ужасни резултати.
На 9 януари 2006 година той след 12 години отново оглавявал „Ривър Плейт“ във връзка с неочакваната оставка на треньора на отбора Рейналдо Мерло. На 15 ноември 2007 г. Пасарела подава отставка след шоково поражение на неговия отбор Арсенал де Саранди в полуфинала на Южноамериканската купа.

## След 2008 г.
Даниел Пасарела е избран за Президент на Ривър Плейт на 14 декември 2009 г. като приема поста от Хосе Мария Агилар. Първи вицепрезидент става Диего Търнс, а втори – Омар Соласи. Пасарела заема длъжността един мандат до 15 декември 2013 г. и е наследен от Родолфо Д'Онофрио.
Според различни медии през последните години Пасарела е получил предложения да тренира китайски, катарски, арабски и дори латиноамерикански отбори. От семейството му уверяват, че това е по-скоро медиен шум, отколкото реалност, защото в никакъв случай той не би успял да заеме позицията. На 69-годишна възраст Даниел Пасарела страда от последствията от две невродегенеративни заболявания: Паркинсон и Алцхаймер. 
Баща му Висенте, бивш треньор на Аржентина и Ривър Плейт, също е страдал и от двете болести. Роднини, близки до Пасарела, признават, че той почти не напуска дома си сам и че единственият път, когато това се е случило в Ломас де Сан Исидро, е да кара колата си, получавайки чужда помощ, защото често забравя адреса си, посещавайки сина си Лукас в Чакабуко. 

## Отличия
- Световен шампион: 2

Аржентина: 1978, 1986
- Включен е в списъка ФИФА 100
- Футболист на годината в Аржентина: 1976
- Шампион на Аржентина: 7

Ривър Плейт: 1975 Шампионат Метрополитано, 1975 Шампионат Насионал, 1977 Шампионат Метрополитано, 1979 Шампионат Метрополитано, 1979 Шампионат Насионал, 1980 Шампионат Метрополитано, 1981 Шампионат Насионал
- Шампион на Мексико: Клаусура 2003
- Финалист за Купата Либертадорес: 1979
- Най-добър треньор на Южна Америка: 1997
- Сребърен медалист на олимпийски игри: 1 (като треньор)

Аржентина: Атланта 1996 г.